# Cák, Vas
Cák  este un sat în districtul Kőszeg, județul Vas, Ungaria, având o populație de 290 de locuitori (2011). 

## Demografie
Componența etnică a satului Cák
     Maghiari (87,46%)
     Germani (11,15%)
     Necunoscut (1,39%)
     Alții (1,39%)
Componența confesională a satului Cák
     Romano-catolici (48,97%)
     Luterani (12,41%)
     Fără religie (8,97%)
     Reformați (3,1%)
     Atei (1,72%)
     Necunoscută (24,83%)
     Alte religii (2,41%)
Conform recensământului din 2011, satul Cák avea 290 de locuitori. Din punct de vedere etnic, majoritatea locuitorilor (87,46%) erau maghiari, cu o minoritate de germani (11,15%). Apartenența etnică nu este cunoscută în cazul a 1,39% din locuitori. Nu există o religie majoritară, locuitorii fiind romano-catolici (48,97%), luterani (12,41%), persoane fără religie (8,97%), reformați (3,1%) și atei (1,72%). Pentru 24,83% din locuitori nu este cunoscută apartenența confesională.